# Slade School of Fine Art

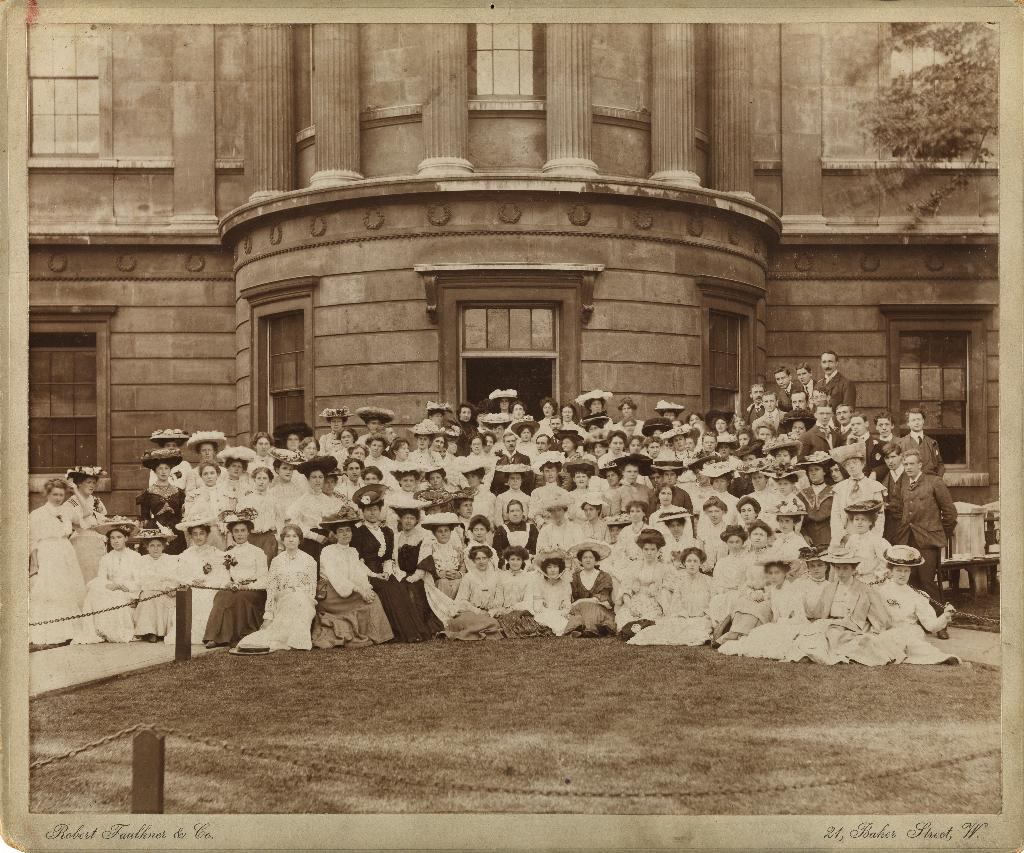
Die Slade School of Fine Art, 1905

Die Slade School of Fine Art in London (England) ist die Kunstschule des University College London. Die Slade School in der Gower Street im Stadtteil Bloomsbury gehört nicht nur zu den bedeutendsten britischen Kunstschulen, sondern ist auch international als eine führende Ausbildungsstätte für Künstler anerkannt.

## Geschichte
Die Schule wurde 1871 mit Mitteln des wohlhabenden britischen Rechtsanwalts und Kunstsammlers Felix Slade gegründet und durch den ersten Professor Edward Poynter entscheidend geprägt. Poynter brachte das französische System der Kunstbildung ein.

## Bekannte Studenten und Professoren
- Michael Andrews, Maler
- Don Bachardy, Maler und Zeichner
- Phyllida Barlow, Gegenwartskünstlerin
- Zabelle C. Boyajian, Autorin und Malerin
- Dorothy Brett, Malerin
- Cecily Brown, Malerin
- Laura Bruce, Künstlerin
- Dora Carrington, Künstler
- Ralph Chubb, Dichter, Drucker und Maler
- Bernard Cohen, Maler
- Harold Cohen, Maler
- Sir William Coldstream, Maler
- Ithell Colquhoun, Malerin und Künstlerin
- Martin Creed, Künstler
- Jesse Darling, Bildhauer
- Thorold Dickinson, Filmregisseur & Filmeditor
- Jessica Dismorr, Malerin
- William Dobell, Maler und Bildhauer
- Nicholas Georgiadis, Maler, Kostüm- und Bühnenbildner
- Phyllis Gardner, Malerin und Holzschnittkünstlerin
- Mark Gertler, Maler
- Douglas Gordon, Künstler
- Antony Gormley, Bildhauer
- Thomas Cooper Gotch, Maler
- Eileen Gray, Innenarchitektin und Designerin
- Richard Hamilton, Maler und Collagekünstler
- George Harcourt, Genre- und Porträtmaler
- Mona Hatoum Performancekünstlerin
- Patrick Heron, Maler
- Roger Hilton, Maler
- Derek Jarman, Künstler, Schriftsteller und Filmregisseur
- Augustus John, Maler
- Christopher Le Brun, Kupferstecher
- Neville Lewis, Maler
- Wyndham Lewis, Schriftsteller und Maler
- Martin Liebscher, Fotokünstler
- John Long, Maler
- Simon Martin, Filmregisseur
- Moina Mathers, Malerin, Okkultistin und Künstlerin
- Lorenza Mazzetti, Autorin und Filmregisseurin
- Thomas Corsan Morton, Maler
- Paul Nash, Maler
- Ben Nicholson, Maler
- Laura Norder, Malerin, Psychogeographieanhängerin und Punk
- William Orpen, Maler
- Eduardo Paolozzi, Bildhauer und Künstler
- Nigel Phelps, Filmarchitekt
- Mary Quinn Sullivan, Mitbegründerin des Museum of Modern Art (MoMA)
- Alfred William Rich, Landschafts- und Aquarellmaler
- John Richardson, Kunsthistoriker
- Paula Rego, Malerin, Illustratorin und Holzschnitzerin
- William Roberts
- Isaac Rosenberg, Kriegsdichter
- Sir William Rothenstein, Maler
- Sir Matthew Smith, Maler
- Stanley Spencer, Maler
- William Strang, Maler und Radierer
- Albert Chevallier Tayler, Maler
- Afewerk Tekle, Künstler
- William Tillyer, Künstler
- William Turnbull, Bildhauer
- Michael Tyzack, Maler
- Euan Uglow, Maler
- Leon Underwood, Maler und Bildhauer
- Edward Wadsworth, Künstler
- Aubrey Waterfield, Maler
- Brian Wildsmith, Maler und Kinderbuchillustrator
- Rachel Whiteread, Künstlerin und Bildhauerin